# Summertown
Summertown é uma cidade  localizada no estado americano de Geórgia, no Condado de Emanuel.

É sede da famosa Comunidade da Quinta, uma comunidade intencional fundada em 1971 por um professor de escrita criativa de São Francisco e seus seguidores. Esta quinta de 1 acre passou de uma cidade de tendas baseada numa quinta comunitária para um assentamento relativamente bem estruturado de cerca de 250 pessoas com um governo local e contribuições obrigatórias para as infraestruturas. Os residentes são proprietários de 4.000 acres, completos com uma escola solar.

## Demografia
Segundo o censo americano de 2000, a sua população era de 140 habitantes.
Em 2006, foi estimada uma população de 146, um aumento de 6 (4.3%).

## Geografia
De acordo com o United States Census Bureau tem uma área de 2,1 km², dos quais 2,1 km² cobertos por terra e 0,0 km² cobertos por água. Summertown localiza-se a aproximadamente 83 m acima do nível do mar.

## Localidades na vizinhança
O diagrama seguinte representa as localidades num raio de 24 km ao redor de Summertown.